# Udo Bölts
Udo Bölts (Heltersberg, 10 agosto 1966) è un dirigente sportivo ed ex ciclista su strada tedesco.
Professionista dal 1989 al 2003, conta un successo di tappa al Giro d'Italia, la Clásica de San Sebastián 1996, il Critérium du Dauphiné Libéré 1997 e tre titoli nazionali in linea.

## Carriera
Passato professionista nel 1989 con il team tedesco Stuttgart-Mercedes, si distinse subito per i numerosi piazzamenti e, l'anno successivo, per la vittoria sia nel campionato nazionale in linea che nell'Herald Sun Tour.
Nelle successive stagioni rimase sempre legato al team con cui ha debuttato tra i pro, anche quando questo venne rinominato prima in Telekom e poi in Deutsche Telekom.
Nella sua lunga carriera ha conquistato numerosi successi, tra i quali si segnalano una tappa al Giro d'Italia 1992, la Clásica de San Sebastián, tre titoli di campione nazionale su strada in linea ed un Critérium du Dauphiné Libéré, palmarès che lo colloca tra i ciclisti tedeschi più titolati.
Fu anche valido gregario di Bjarne Riis e Jan Ullrich, contribuendo al successo dei propri capitani alle edizioni 1996 e 1997 del Tour de France. Partecipò a dodici edizioni della corsa francese, portandole tutte a termine, ottenendo un nono posto come miglior risultato nella classifica finale.
Nel 2003 passò al Team Gerolsteiner, con cui concluse la carriera al termine della stagione.
Dopo aver appeso la bicicletta al chiodo rimase nel mondo del ciclismo assumendo, sempre nella Gerolsteiner, il ruolo di direttore sportivo, responsabile della preparazione, delle strategie di gara e dei contatti con gli altri teams.
Nel 2007, nell'ambito dello scandalo doping che coinvolse il Team T-Mobile, Bölts ammise pubblicamente di aver utilizzato sostanze illecite quali EPO e ormone della crescita in preparazione al Tour de France 1996, al pari del suo capitano Bjarne Riis, dimettendosi quindi dal ruolo di direttore sportivo della squadra tedesca.

## Palmarès
- 1989

2ª tappa Herald Sun Tour
- 1990

Campionati tedeschi, Prova in linea
Classifica generale Herald Sun Tour
- 1992

19ª tappa Giro d'Italia (Saluzzo > Pila)
3ª tappa Vuelta al País Vasco (Agurain > Alto de Ibardin)
- 1994

Rund um Köln
Omloop van de Westkust-De Panne
8ª tappa Herald Sun Tour
9ª tappa Herald Sun Tour
- 1995

Campionati tedeschi, Prova in linea
- 1996

7ª tappa Tour de Suisse (Grindelwald > Frauenfeld)
5ª tappa Vuelta a Castilla y León
Classica di San Sebastián
- 1997

Classifica generale Critérium du Dauphiné Libéré
Gran Premio del Canton Argovia
5ª tappa Euskal Bizikleta
Colmar-Strasbourg
- 1998

Grand Prix de Wallonie
1ª tappa Euskal Bizikleta
Grand Prix Breitling (cronocoppie con Christian Henn)
- 1999

Campionati tedeschi, Prova in linea
- 2000

3ª tappa Deutschland Tour

### Altri successi
- 2000

1ª tappa Tour de Suisse (cronosquadre)

## Piazzamenti

### Grandi Giri
- Giro d'Italia

1992: 31º
1993: 33º
1994: 18º
1995: 46º
- Tour de France

1992: 35º
1993: 25º
1994: 9º
1995: 38º
1996: 14º
1997: 21º
1998: 21º
1999: 40º
2000: 42º
2001: 51º
2002: 48º
2003: 61º
- Vuelta a España

1990: 53º
1991: 17º

### Classiche monumento
- Milano-Sanremo

1992: 137º
1993: 119º
2003: 137º
- Liegi-Bastogne-Liegi

1992: 31º
1993: 39º
1994: 14º
1995: 39º
1996: 46º
1997: 20º
1998: 33º
1999: 9º
2000: 79º
2001: 14º
2002: 58º
2003: 71º
- Giro di Lombardia

1992: 7º
1993: 22º
1994: 8º
1995: 34º
1998: 32º

### Competizioni mondiali
- Campionati del mondo

Chambéry 1989 - In linea: ritirato
Duitama 1990 - In linea: ritirato
Stoccarda 1991 - In linea: 49º
Benidorm 1992 - In linea: 14º
Catania 1994 - In linea: 18º
Duitama 1995 - In linea: ritirato
Lugano 1996 - In linea: 39º
San Sebastián 1997 - In linea: 4º
Valkenburg 1998 - In linea: 10º

## Riconoscimenti
- Premio Bambi